# Rudolf Koppitz

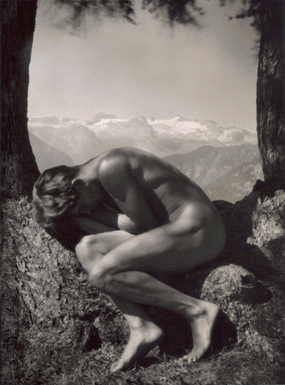
In de schoot der natuur, zelfportret, 1923.

Rudolf Koppitz (Schreiberseifen, Tsjechisch-Silezië, 3 januari 1884 - Perchtoldsdorf, Neder-Oostenrijk, 8 juli 1936) was een Oostenrijks fotograaf van Tsjechische afkomst.

## Leven en werk
Koppitz begon zijn opleiding tot fotograaf in 1897 in het fotoatelier van Robert Rotter te Bruntál. Na een tijd als contactfotograaf te hebben gewerkt ging hij in 1912 naar Wenen om daar te gaan studeren aan de grafische hogeschool. Aldaar werd hij sterk beïnvloed door de Wiener Secession (Gustav Klimt) en het picturalisme. Aanvankelijk fotografeerde hij vooral landschappen en stadsgezichten en reisde daarvoor door heel Europa (hij maakte onder andere ook foto’s in Delft). Vanaf de jaren twintig werd hij vooral bekend door zijn lichaams- en bewegingsstudies, deels beïnvloed door de jugendstil, deels door het constructivisme. Vorm en lijnen en het samenspel tussen schaduw en licht zijn erg belangrijk in zijn werk.
Hoewel Koppitz’ werk enigszins controversieel was vanwege de vele naaktfoto’s had hij internationaal veel succes op expositie, eind jaren twintig met name ook in de Verenigde Staten. In zijn latere leven keerde hij weer terug naar de landschapsfotografie en maakte hij onder meer nog een grote collectie portretten van het boerenleven in Tirol, met 'Blut und Boden'-invloeden, in 1936 in Wenen tentoongesteld onder de titel Land und Leute. Kort daarna overleed hij.

## Galerij

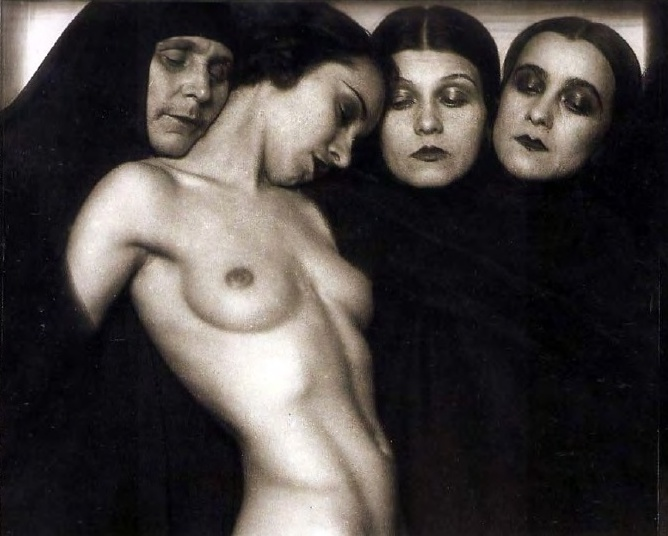
Compositie, 1935
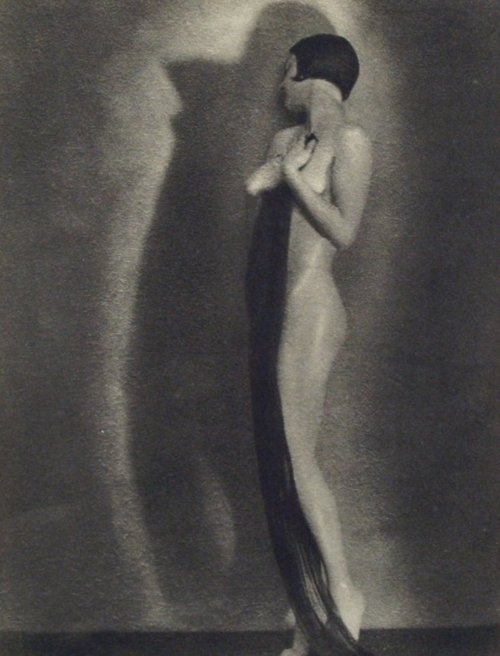
La ligne, 1933
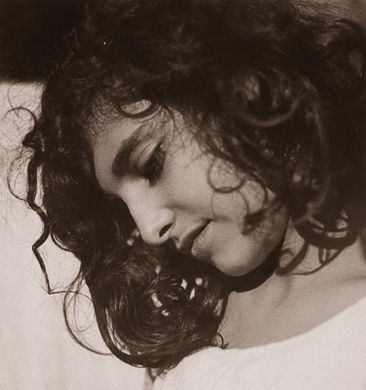
Siciliaans meisje, 1930
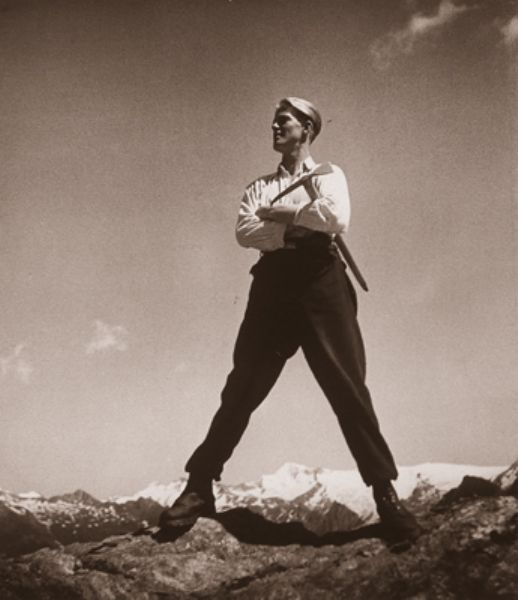
Bergbeklimmer, 1930
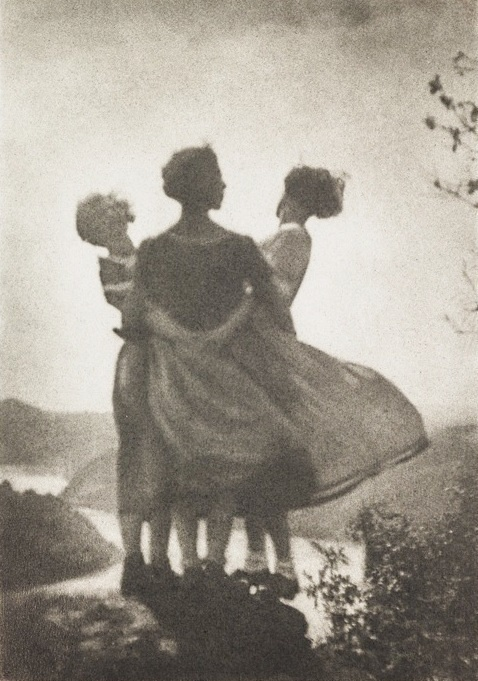
Bewegingsstudie, c. 1930
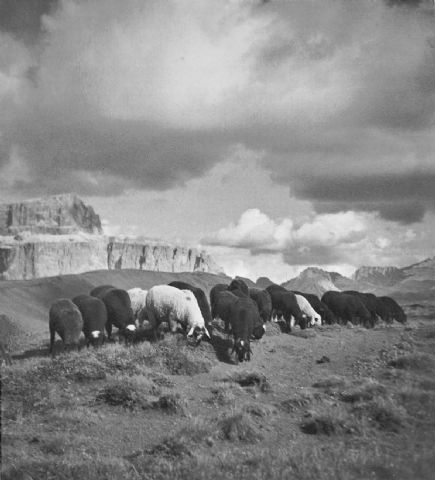
Schapen in het veld 1930
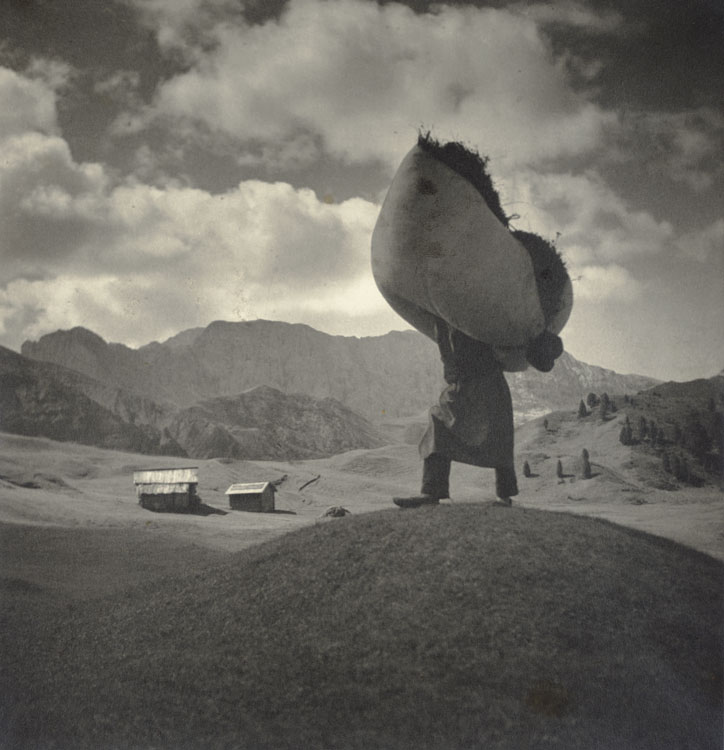
Zware last, 1930
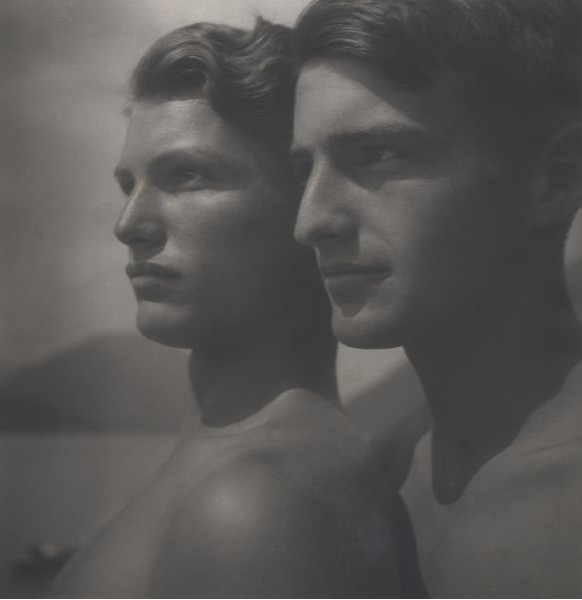
De broers, 1928
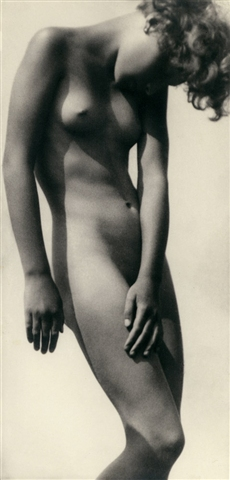
Naaktstudie, 1927
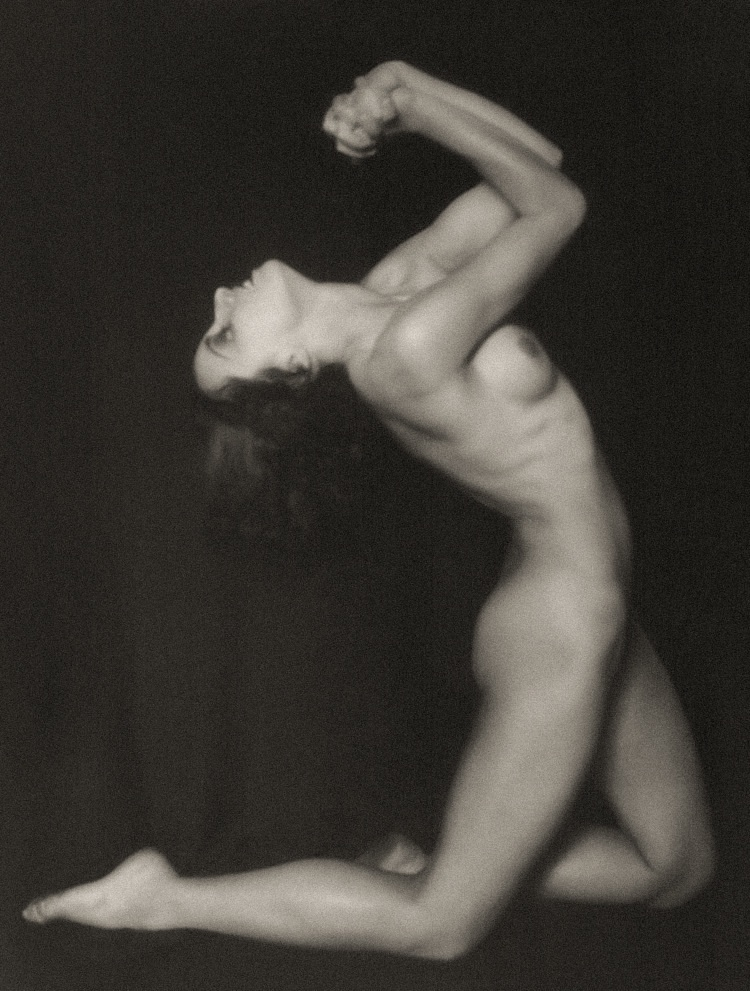
Wanhoop, 1926
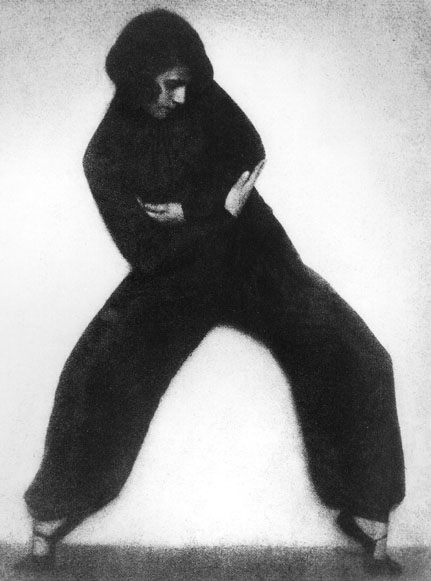
Danser, 1926
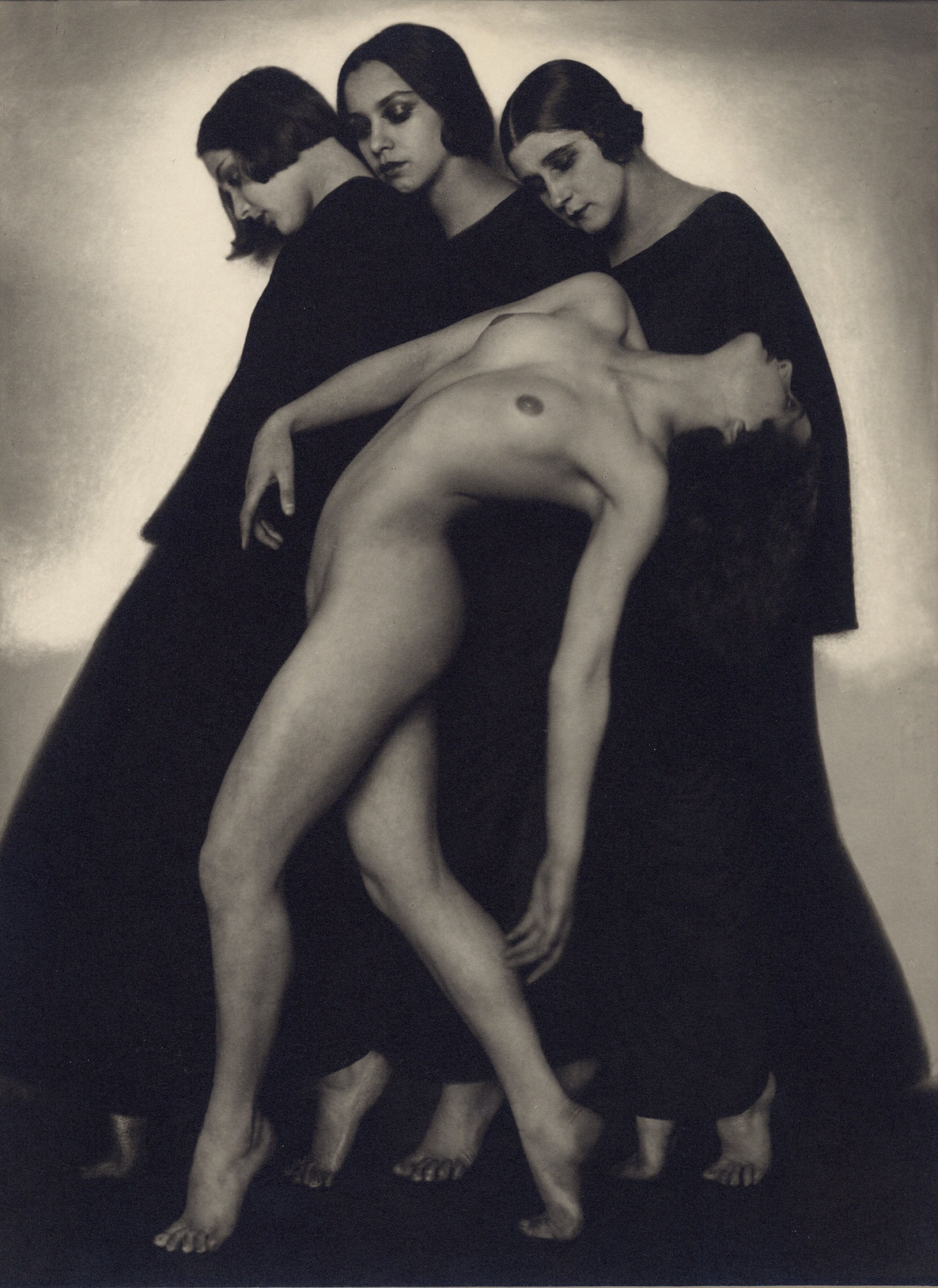
Bewegingsstudie, c. 1920